# Fred Haise
Fred Wallace Haise Junior dit Fred Haise est un pilote d'essais et un astronaute américain né le 14 novembre 1933 à Biloxi, Mississippi.

## Formation
Haise est né à Biloxi, Mississippi. Il a fréquenté l'école secondaire de Biloxi, la Perkinston Junior College. 
Il termine sa formation de pilote de l'aéronavale en 1954 et sert comme pilote de chasse à United States Marine Corps. 
En 1959, il obtint un diplôme en génie aéronautique à l'université de l'Oklahoma. Il complète ses cours post-universitaires à l'école de l'US Air Force. 
Il devient pilote d'essais à la base Edwards en 1964.

## Carrière
En avril 1966, il est l'un des dix-neuf pilotes sélectionnés dans le cinquième groupe d'astronautes de la NASA. En 1968, à la suite du retrait de Michael Collins de l'équipage d'Apollo 8, première mission spatiale autour de la Lune, Haise entre dans l'équipage de réserve en tant que doublure de William Anders. Au lendemain de cette mission, en janvier 1969, il est à nouveau nommé doublure, cette fois de Buzz Aldrin, pilote du module lunaire d'Apollo 11, la mission du premier débarquement sur la Lune.
Juste après ce vol, en août 1969, Haise est nommé pilote du module lunaire de la mission Apollo 13, ce qui le prédispose à devenir le 6e homme à marcher sur la Lune. Le 13 avril 1970, deux jours après le décollage de la fusée, une explosion se produit dans le module de service d'Apollo 13, contraignant les responsables de la mission à annuler l'alunissage. Les trois membres de l'équipage (Jim Lovell, Jack Swigert et lui-même) sont alors contraints de se réfugier dans le module lunaire, utilisé comme vaisseau de sauvetage, la baisse de la température à l'intérieur du module de commande ayant rendu celui-ci invivable. L'équipage tourne autour de la Lune et revient en catastrophe vers la Terre. Cette épopée est rapportée vingt-cinq années plus tard dans un film de fiction, Apollo 13, de Ron Howard, le rôle de Haise étant interprété par l'acteur Bill Paxton.
Juste après cet échec, Haise est prévu pour être désigné commandant de la mission Apollo 19. Le 2 septembre 1970, la NASA annonça son annulation avec celle de la mission Apollo 18, à la suite de la décision budgétaire du congrès. Haise est alors désigné commandant de réserve de l'équipage d'Apollo 16, ce qui lui laisse une ultime chance de marcher sur la Lune. Le maintien à son poste du commandant titulaire, John Young, lui enlève ses derniers espoirs de fouler le sol du satellite de la Terre. Il présente donc la particularité d'avoir failli marcher sur la Lune à quatre reprises (Apollo 11, 13, 19 et 16) et, finalement, de n'y être jamais allé.
Par la suite, Haise se consacre au programme de la navette spatiale. À trois reprises, en 1977, il commande la navette spatiale Enterprise pour la mise au point des procédures d'approche et d'atterrissage, dans le cadre du programme Approach and Landing Test. La navette est larguée depuis le dos d'un Boeing 747, l'astronaute Gordon Fullerton étant le copilote. Haise prend finalement sa retraite de la NASA en juin 1979, laissant à son collègue Jack Lousma commander la deuxième mission de la navette Columbia, en 1981.
Par la suite, il est engagé dans l'entreprise Grumman Aerospace, l'ancien fabricant du module lunaire. Intronisé à l'Aerospace Walk of Honor en 1995, il prend sa retraite l'année suivante.

## Distinction
- Médaille du service distingué de la NASA (États-Unis) 1970
- Médaille présidentielle de la Liberté (États-Unis)